# Chochłowo (obwód tiumeński)
Chochłowo (ros. Хохлово) – wieś (sieło) w Rosji, w obwodzie tiumeńskim, w rejonie jałutorowskim. W 2021 liczyła 816 mieszkańców.